# Geschäftsplan
Der Begriff Geschäftsplan (engl. business plan) bezeichnet ein umfangreiches Schriftstück, das Geschäftsmöglichkeiten mit ihren Risiken und Chancen aufzeigt sowie Maßnahmen beschreibt, um die hieraus resultierenden künftigen Geschäfte nutzen zu können. 

## Allgemeines
Ein Geschäftsplan ist sowohl zur Unternehmensgründung als auch zur Strategischen und Operativen Planung bestehender Unternehmen notwendig. Ausgangspunkt ist in der Regel ein Marketingplan. Dieser wird durch weitere Teilpläne ergänzt; dazu gehören Beschaffungs-, Produktions-, Personal-, Forschungs- und Vertriebsplan. Hinzu kommt der Finanzplan, der eine Schätzung der notwendigen finanziellen und personellen Ressourcen (Plankosten) und der erwarteten Umsatzerlöse enthält, damit die Wirtschaftlichkeit der Investitionsausgabe beurteilt werden kann.  Ein Geschäftsplan ist Grundlage für interne Zielvereinbarungen und zugleich Kommunikationsmittel, um private oder staatliche Investoren wie zum Beispiel Kreditinstitute, Wagniskapitalgeber, Business Angels, Kooperationspartner (bei Fusionen) oder unternehmensinterne Gremien, die über die Freigabe von Finanzmitteln entscheiden, zu überzeugen.

## Nutzen
Während strategische Planung von vielen Großunternehmen schon immer betrieben wurde, hat sich erst Ende der 1950er Jahre die Erkenntnis durchgesetzt, dass ein Geschäftsplan auch für Klein- und mittelständische Unternehmen vorteilhaft ist; noch später begannen Start-ups mit der Erstellung von formalen Businessplänen. Bis heute ist jedoch umstritten, welcher Zusammenhang zwischen der Qualität der Geschäftspläne und dem Erfolg des Unternehmens besteht bzw. wie eng er ist.
Ein Geschäftsplan hat folgende Vorteile:
- Er hilft dem Existenzgründer selbst, Orientierung und Struktur für die Geschäftsidee zu gewinnen. Fünfzig Prozent aller Neugründungen scheitern innerhalb der ersten fünf Jahre. In den meisten Fällen hätte ein Businessplan schon vorher verraten können, ob das Konzept rentabel sein kann.
- Er hilft, andere vom geplanten Vorhaben zu überzeugen: Wenn jemand einen Geschäftsplan ausgearbeitet hat, kann man davon ausgehen, dass er sich gedanklich intensiv mit dem Vorhaben beschäftigt und die ernsthafte Absicht hat, das Vorhaben umzusetzen.
- Er ist eine wesentliche Voraussetzung zur Kapitalbeschaffung: Ohne Darstellung der Wirtschaftlichkeit des Konzeptes dürfte es äußerst schwer sein, Investoren zu gewinnen oder eine Bank für ein Kreditvorhaben zu überzeugen.[6]
- Er gibt die Möglichkeit zur Erfolgskontrolle: Der Plan ist Ausgangspunkt für jedes Controlling. Jeder Schritt kann nachvollzogen werden. Jede Abweichung bedarf einer Bewertung und einer eventuellen Anpassung des Planes. Bei Schieflagen können frühzeitig entsprechende Maßnahmen eingeleitet werden.
- Er zwingt zu systematischer Vorgehensweise: Bei der Erstellung eines Geschäftsplanes ist der Verfasser gezwungen, alles logisch und mit System zu durchdenken. Wissenslücken werden sichtbar. Probleme werden erkennbar. Entscheidungen müssen getroffen werden. Es müssen Alternativen überlegt werden.
- Er gibt einen Gesamtüberblick: Der fertige Geschäftsplan fügt alles zu einem Ganzen zusammen. Alle Teile müssen passen. Die Dimension des geplanten Vorhabens wird sichtbar.
- Er erhöht die Erfolgsaussichten: Einen Hausbau würde niemand ohne Bauplan beginnen. Das heißt: Ein vorab ausgearbeiteter Geschäftsplan macht die Umsetzung einer Geschäftsidee sehr viel einfacher. Dass die Erfolgsaussichten durch die Erstellung eines Geschäftsplanes steigen, ist inzwischen durch die Praxis bestätigt. Denn ein fehlerhafter Plan, gravierende Planabweichungen oder ein nicht vorhandener Plan sind die häufigsten Ursachen für das Misslingen einer Gründung in Deutschland.
- Er hilft, Risiken besser abzuschätzen: Die Umsetzung einer Geschäftsidee ist immer mit Risiken verbunden. Risiken können im Unternehmen selbst oder vom Markt entstehen. Risiken lassen sich nicht ausschließen. Aber eine genaue Planung und das Bewusstsein, dass im einen oder anderen Fall ein Risiko besteht, mildern die negativen Folgen erheblich ab. Erkannte Risiken können, z. B. durch finanzielle Reserven, gemildert oder ausgeschlossen werden.
- Er hilft, Markt, Konkurrenten und Wettbewerber zu analysieren und ggf. das Geschäftskonzept frühzeitig in die richtige Richtung zu lenken.
- Er hilft, Abhängigkeiten aufzuzeigen: Auch wenn ein Geschäftsplan in einzelne Bausteine gegliedert ist, so ist es doch wichtig, dass alle Kapitel inhaltlich zusammenpassen und das Vorhaben in sich stimmig ist. So haben Aussagen zur Zielgruppe Auswirkungen auf den Marketingplan. Die Kommunikationsplanung muss sich mit entsprechenden Zahlen im Finanzplan wieder finden. Geplante Erlöse beeinflussen den Kapitalbedarf. Wenn der Geschäftsplan fertig ist, zeigt sich, ob am Ende alle Kapitel eines Geschäftsplanes zusammenpassen.
- Entsprechend dieser Entwicklung wird häufig aus dem Geschäftsplan ein Unternehmenshandbuch für das spätere unternehmerische Handeln konzipiert.

## Einsatzgebiete
Immer dann, wenn eine Geschäftsidee konkret in ein Gründungsvorhaben umgesetzt werden soll, wird ein Geschäftsplan benötigt. Das ist unabhängig vom Umfang des Vorhabens: Ob jemand nur ein Blumengeschäft eröffnen will oder ein neues innovatives Produktionsverfahren entwickelt wurde. Die Fragen sind die gleichen.
Unternehmensgründungen sind entgegen weit verbreiteter Meinung inzwischen längst nicht mehr der einzige Anwendungsbereich für Geschäftspläne. Gerade in großen Konzernen ist es inzwischen üblich, bei Produkteinführungen, Expansionen oder Firmenkäufen mit dem Werkzeug „Geschäftsplan“ zu arbeiten.
Geschäftspläne werden bei folgenden Anlässen eingesetzt:
- Neugründung
- Nachfolgeregelung
- Firmenverkauf oder -übernahme
- Strukturänderung und Neuausrichtung
- Fusion
- Kooperation
- Neuprodukteinführung
- Expansion in andere Märkte
- Kapitalerhöhung
- Börsengang
- Beantragung von öffentlichen Fördermitteln
- Beantragung von Geldern aus firmeninternen Forschungsmitteln
- Erlangung von Erweiterungskrediten bei der Bank
- Investitionsentscheidungen
- Strategische Planung und Planfortschreibung im operativen Geschäft

## Arten
Wenn man sich die unterschiedlichen Anwendungsbereiche für Geschäftspläne verdeutlicht, wird schnell klar, dass nicht alle Geschäftspläne die gleichen Schwerpunkte setzen. So hat ein firmeninterner Geschäftsplan andere Inhalte als ein Plan für eine Neugründung. Bei firmeninternen Plänen muss beispielsweise das Managementteam nur kurz oder gar nicht beschrieben werden. Beim Zahlenwerk kann meist auf die internen Controlling-Instrumente zurückgegriffen werden. Ein Plan zur Neuprodukteinführung hat seinen Schwerpunkt bei den Themen Markt, Wettbewerb, Marketing und Vertrieb. Bei Nachfolgeplänen muss die Übernahmefinanzierung und die Kompetenz des Nachfolgers fokussiert werden.
Doch auch bei Neugründungsvorhaben unterscheiden sich die Geschäftspläne je nach Phase der Unternehmensgründung. Da gibt es den Kurzplan der Startphase und einen ausführlichen Plan in der Gründungsphase. Im allgemeinen Sprachgebrauch ist aber immer der ausführliche Plan gemeint, wenn von einem Geschäftsplan gesprochen wird.

## Aufbau
Welche Kapitel oder Bestandteile ein Geschäftsplan exakt enthalten soll, hat bisher noch niemand eindeutig definiert. Beeinflusst durch amerikanische Vorbilder, Risikokapitalgeber, Unternehmensberatungen, Businessplan-Wettbewerbe und die Vorstellungen von Banken oder öffentlichen Fördereinrichtungen hat sich in den letzten Jahren jedoch eine weitestgehend standardisierte Gliederung eines Geschäftsplanes herausgebildet. Diese Standardisierung ermöglicht potentiellen Kapitalgebern auf der einen Seite, verschiedene Businesspläne unterschiedlicher Unternehmungen zu vergleichen. Auf der anderen Seite kann somit ein systematisches und analytisches Vorgehen der Verfasser bei der Erstellung sichergestellt werden. Die Reihenfolge der Gliederungspunkte oder die Kapitelaufteilung kann dabei im Einzelfall variieren. Die relevanten Inhalte sind dagegen fast überall gleich definiert. Ein professioneller Geschäftsplan sollte daher folgende Kapitel enthalten:
1. Zusammenfassung (Executive Summary): Hier stehen die wichtigsten Punkte des Vorhabens, kurz und prägnant formuliert.
2. Produkt- und Unternehmensidee: Hier wird die Produktidee vorgestellt. Außerdem muss der Kundennutzen, auch im Vergleich zu den Wettbewerbern, deutlich werden.
3. Management- bzw. Gründerteam: Hier werden alle Teammitglieder mit ihren spezifischen, für das Vorhaben (meist eine Unternehmensgründung) wichtigen Qualifikationen vorgestellt.
4. Markt und Wettbewerb: An dieser Stelle wird mit Hilfe von Markt- und Branchendaten ein vertiefter Einblick zu Konkurrenten und Kunden gegeben.
5. Marketing und Vertrieb: Hier wird zur Markteintrittsstrategie und zu konkreten Werbe- und Vertriebsüberlegungen ausführlich Stellung genommen.
6. Unternehmensform: Die Gesellschaftersituation, die gewählte Rechtsform und andere formale Punkte werden hierin beschrieben.
7. Finanzplanung: In der Finanzplanung wird u. a. die Gewinn- und Verlustrechnung, die Liquiditätsplanung und der Kapitalbedarf aufgeführt.
8. Risikobewertung und Alternativszenarien: Hier werden Risiken aufgezeigt. Außerdem werden Angaben über alternative Entwicklungen mit Hilfe von Best-case- und Worst-case-Szenarien dargestellt.[10]

Manche Investoren oder Wettbewerbe verlangen in Geschäftsplänen noch einen Ablaufplan. Dieser sollte zwar erstellt werden, er ist aber nicht zwingend Bestandteil des Geschäftsplanes an sich. Durch die häufige Aktualisierung ist es oft nicht sinnvoll, diesen in den Geschäftsplan zu integrieren. Im Zweifel sollte der Empfänger des Planes gefragt werden, ob ein Ablaufplan erwartet wird.

## Geschäftsplan und Business Model Canvas
Um einen Geschäftsplan/Businessplan zu erarbeiten, lässt sich das Business Model Canvas nutzen. Es hilft dabei, sich einen Überblick über die wichtigsten Schlüsselfaktoren eines erfolgreichen Geschäftsmodells zu verschaffen.
1. Schlüssel-Partner: Wer kommt als Partner in Frage?
2. Schlüssel-Aktivitäten: Welches sind die wichtigsten Tätigkeiten, um dieses Geschäftsmodell in die Tat umzusetzen?
3. Nutzen-Versprechen: Welchen Nutzen haben die Kunden, wenn sie das Produkt oder die Dienstleistung kaufen?
4. Kunden-Beziehungen: Wie können die in Frage kommenden Kunden gewonnen und gebunden werden?
5. Kunden-Arten: Welche ist die Kunden-Zielgruppe?
6. Schlüssel-Ressourcen: Welche Ressourcen sind unverzichtbar?
7. Vertriebs- und Kommunikations-Kanäle: Wie erfahren Kunden von dem Angebot? Wie bekommen sie es?
8. Kosten: Welches sind die wichtigsten Ausgaben, ohne die das Geschäftsmodell nicht funktionieren würde?
9. Einnahmequellen: Woher kommt in diesem Geschäftsmodell das Geld?

Entwickelt hat das Business Model Canvas der Schweizer Unternehmer, Dozent und Autor Alexander Osterwalder. Es gilt mittlerweile weltweit als Mittel der Wahl, um innovative Geschäftsmodelle zu finden und veraltete auf den Prüfstand zu stellen. Das Besondere beim Business Model Canvas ist die Methode, mit der sich viele Einzelideen zu einem Geschäftsmodell baukastenartig zusammenfügen und zueinander in Beziehung setzen lassen, bis ein marktfähiges Modell gefunden ist. Am besten funktioniert das Ganze, wenn eine bereichsübergreifende Gruppe mit der Methode arbeitet.
Das Geschäftsmodell, das man mit Hilfe des Business Model Canvas finden kann, ist der Kern jedes guten Businessplans. Allerdings geht das Business Model Canvas nicht auf das Thema Finanzen ein. Ein Businessplan ist hier umfassender. Er enthält zusätzlich alle wichtigen Überlegungen zum Thema Finanzen: Kapitalbedarf, Finanzierung, Liquidität und Rentabilität. Ein Business Model Canvas wird daher meist auch als Vorarbeit für den Businessplan gesehen.

## Umfang
Welchen Umfang ein Geschäftsplan haben soll, lässt sich nicht allgemein festlegen. Sofern ein Geschäftsplan für ein Gründungsvorhaben mit einem starken lokalen Bezug erstellt wird (z. B.: Handwerksbetrieb, Gaststätte, Ladengeschäft, Internet-Café) ist ein Umfang von 5–10 DIN A4-Seiten richtig. Handelt es sich um eine Gründung mit regionalem Bezug (z. B.: IT-Dienstleistung, Spedition, Landwirtschaft, Handel) sollten 10–20 A4-Seiten ausreichen. Bei nationalem oder internationalem Bezug und der Notwendigkeit, größere externe Investoren mit dazu zu holen, sollten die Ausführungen auf 20–40 Seiten gemacht werden. Mehr als 50 Seiten sind kritisch, da kaum ein Investor oder anderer Entscheider bereit ist, so detailliert in einen Plan einzutauchen. Beteiligungsgesellschaften (Wagniskapital und Private Equity) bekommen etwa 500 bis 1200 Geschäftspläne pro Jahr zugesendet. Im Schnitt nehmen sich Investoren zur Prüfung eines Geschäftsplan 8–12 Minuten Zeit. Sofern weitergehendes Interesse entsteht, wird sich der Investor notwendige Zusatzinformationen in einem persönlichen Gespräch beschaffen.